# Масляков, Александр Васильевич
Алекса́ндр Васи́льевич Масляко́в (24 ноября 1941, Свердловск — 8 сентября 2024, Москва) — советский и российский телеведущий; заслуженный деятель искусств Российской Федерации (1994). Полный кавалер ордена «За заслуги перед Отечеством».
Член (академик) фонда «Академия российского телевидения». Основатель и совладелец ООО «Телевизионное творческое объединение „АМиК“». Руководитель и ведущий телепередачи «КВН» (1964—1972; 1986—2022).

## Биография

### Происхождение
Родился 24 ноября 1941 года в Свердловске. Отец — Василий Васильевич Масляков (1904—1996), родом из села Чаромское Череповецкого уезда Новгородской губернии (ныне Вологодская область), военный лётчик, штурман, участник Великой Отечественной войны, после войны служил в Главном штабе ВВС. Был награждён орденами Красной Звезды и Отечественной войны I и II степеней, а также медалями: «За боевые заслуги», «За оборону Москвы», «За оборону Советского Заполярья», «За освобождение Варшавы», «За победу над Германией».
Мать — Зинаида Алексеевна Маслякова (в девичестве Ря́бцева; 1911—1999), родом из села Зимогорье Валдайского уезда Новгородской губернии (ныне Новгородская область), домохозяйка.
Супруги проживали в Ленинграде, с началом войны отец попал на фронт, а мать осенью эвакуировали в Челябинск. В ноябре 1941 года по дороге в Челябинск в Свердловске (ныне Екатеринбург) у неё родился сын. Через несколько месяцев они переехали к родственникам в Челябинск, где и прошло его раннее детство в военные годы. После окончания войны семья с отцом проживали в Баку, затем в Кутаиси, а после — в Москве, где Александр учился в школе № 643.
В 1966 году окончил энергетический факультет Московского института инженеров транспорта, во время обучения практиковался на Люблинском литейно-механическом заводе. После окончания вуза работал в проектном институте «Гипросахар», в 1968 году окончил Высшие курсы работников телевидения.

### Карьера на телевидении

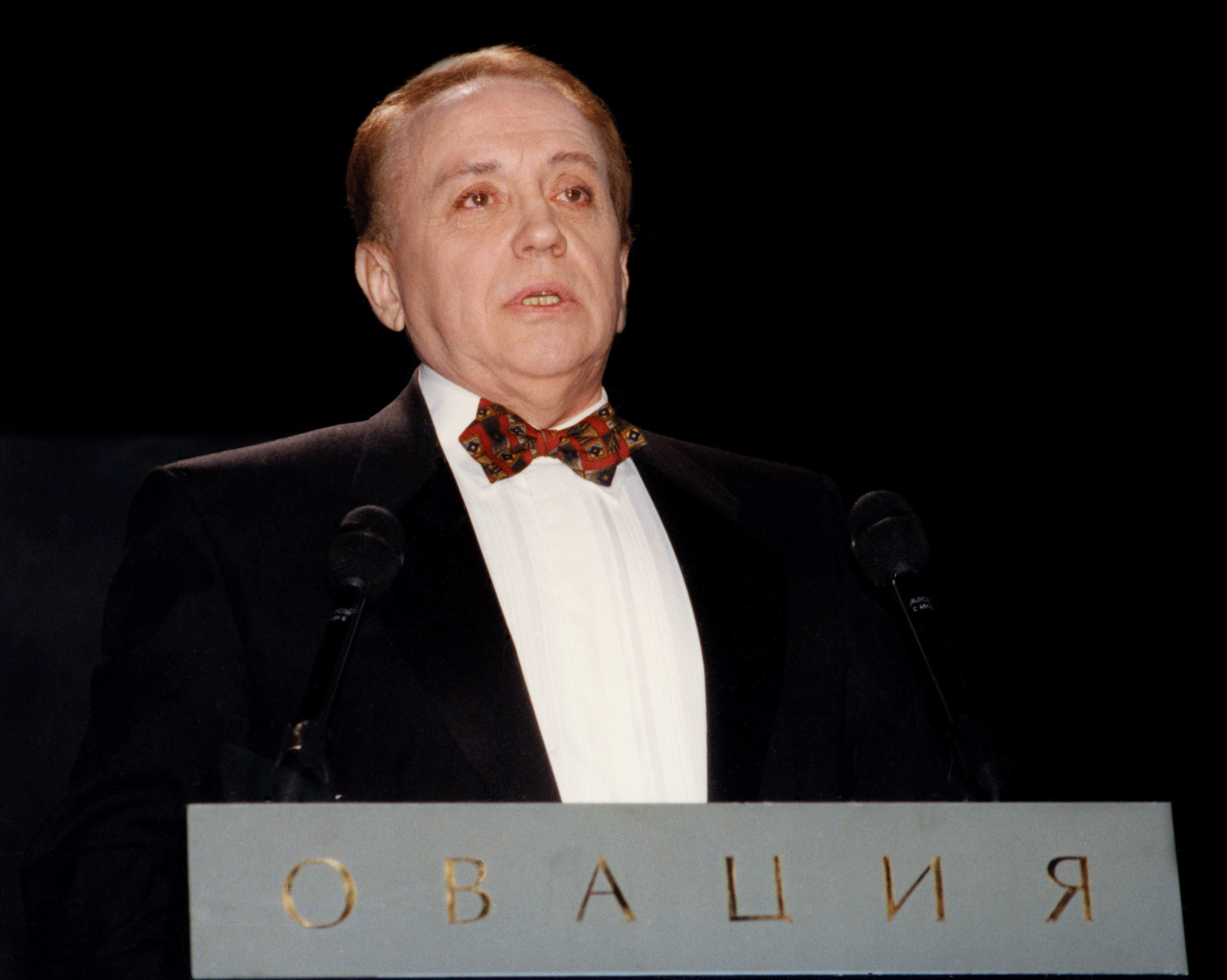
На церемонии вручения премии «Овация», 1995 год

В 1964 году, ещё будучи студентом четвёртого курса МИИТ, начал работать на телевидении, в Главной редакции программ для молодёжи. О своём приходе на телевидение рассказывал так:

Однажды Паша Кантор, капитан команды, налетел на меня в одной из аудиторий и заявил: «Слушай, давай ты будешь одним из пяти!» И объяснил, что работники молодёжной редакции ЦТ собираются снять весёлую передачу. А ведущими должны быть пять студентов того института, что победил в последней игре КВН. То есть нашего. «Одним из пяти будешь ты», — повторил Паша, и я покорно согласился.

Был ведущим телевизионных программ: «Клуб весёлых и находчивых» (вначале — соведущим), «Алло, мы ищем таланты!», «А ну-ка, девушки!», «А ну-ка, парни!», «Адреса молодых», «Спринт для всех», «Вираж», «Весёлые ребята», «12 этаж», «Молодцы», был гостем в передаче «Вечерний Ургант»; вёл репортажи со Всемирных фестивалей молодёжи и студентов в Софии, Берлине, Гаване, Москве, Пхеньяне; несколько лет был постоянным ведущим международных фестивалей песни в Сочи, также вёл «Песню года» (1976—1979, 1981), «Александр-шоу» и многие другие.
В качестве ведущего «КВН» вместе со Светланой Жильцовой появился в фильме «Смеханические приключения Тарапуньки и Штепселя» (эпизод, 1970).
В 1972 году из-за закрытия телевизионного «КВН» Масляков покинул телевидение. Позже в одной из центральных газет появился фельетон под названием «Саша больше не смеётся», авторство которого приписывают некоей команде «КВН» Стоматологического института. После этого прокатилась волна слухов о том, что Масляков был привлечён к уголовной ответственности и якобы осуждён за валютные махинации. Сам Александр Васильевич утверждал, что выход фельетона неудачно совпал по дате с закрытием «КВН» и с началом разбирательства против группы КВНщиков, у которых возникли какие-то проблемы с выездом из СССР.
Первый ведущий телепередачи «Что? Где? Когда?» (1976, провёл второй выпуск телеигры — в первом выпуске ведущего не было).
В книге «Битлы перестройки» утверждается, что Александр Васильевич однажды был ведущим телепрограммы «Взгляд», он провёл эфир этой передачи 1 апреля 1988 года.
Масляков был не только руководителем и режиссёром КВН, но президентом Международного союза «КВН» и телевизионного творческого объединения «АМиК», которое производит телепрограмму. Несмотря на то, что до 2022 года в играх Высшей лиги «КВН» Масляков исполнял роль ведущего, два раза он был и членом жюри: в финале сезона 1994 года и на Летнем кубке чемпионов 1996 — обе игры проводились в рамках КВН-круизов.
В 2000-е годы преподавал во МГИКе.

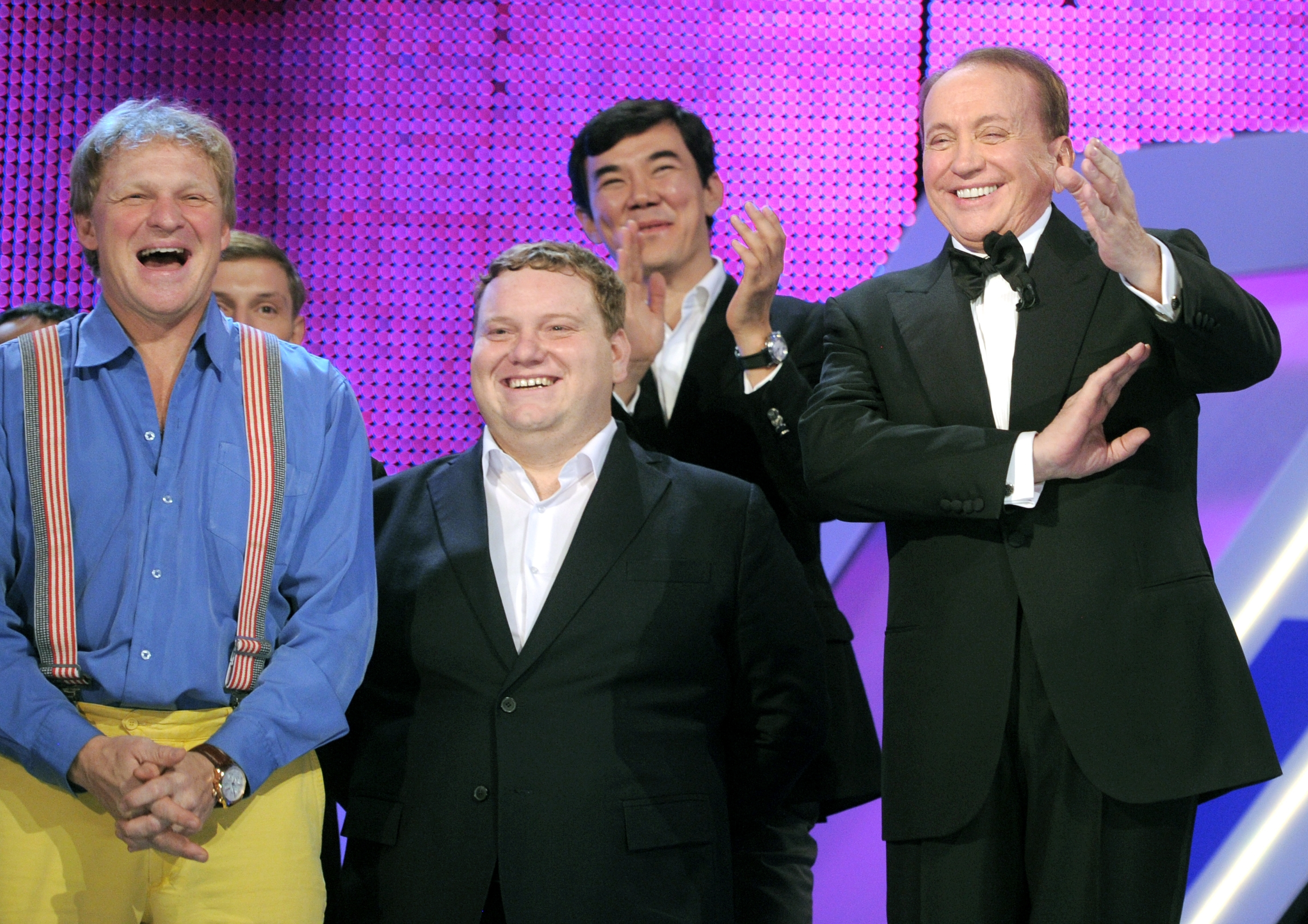
Александр Масляков с КВНщиками. 2011 год, 50 лет КВН

С 2007 по 2014 год был председателем жюри телешоу «Минута славы».
В 2014 году стал членом жюри телешоу «Чувство юмора» вместе с Юлием Гусманом.
Являлся автором книги «КВН — жив! Самая полная энциклопедия».
В августе 2016 года стало известно, что творческое объединение «АМиК» подало в Федеральную службу по интеллектуальной собственности РФ документы для регистрации товарного знака «Александр Масляков».
21 июля 2017 года правительство Москвы уволило Маслякова с поста директора «ММЦ Планета КВН». Произошло это после расследования Transparency International, в котором выяснилось, что он от имени центра «Планета КВН» передал своему же творческому объединению «АМиК» кинотеатр «Гавана» в Марьиной роще в Москве. Изначально прокуратура Москвы не выявила нарушения. Однако Transparency International оспорила это решение в Генеральной прокуратуре. 1 декабря 2017 года пресс-служба «КВН» опровергла увольнение, заявив, что Масляков ушёл по собственному желанию.

### Болезнь и смерть
2 февраля 2022 года Александр Масляков сообщил, что второй раз заразился COVID-19 и вынужден уйти на самоизоляцию, на время болезни его заменили Дмитрий Нагиев и Дмитрий Хрусталёв. На протяжении сезона Высшей лиги 2022 Масляков провёл всего лишь две игры, а в остальных его заменили Хрусталёв, а также Вадим Галыгин, Валдис Пельш и Михаил Галустян. В 2023 году Масляков не провёл ни одной из телевизионных игр КВН.
25 апреля 2024 года Telegram-канал Mash сообщил об уходе Маслякова с места ведущего КВН из-за неоперабельной опухоли в лёгких, которую у него нашли в 2022 году после перенесённого им COVID-19.
Скончался 8 сентября 2024 года от рака лёгких в Москве на 83-м году жизни. Церемония прощания прошла 11 сентября в концертном зале «Планета КВН». Похоронен на Новодевичьем кладбище Москвы (уч. № 11).

## Семья, личная жизнь, убеждения

### Семья

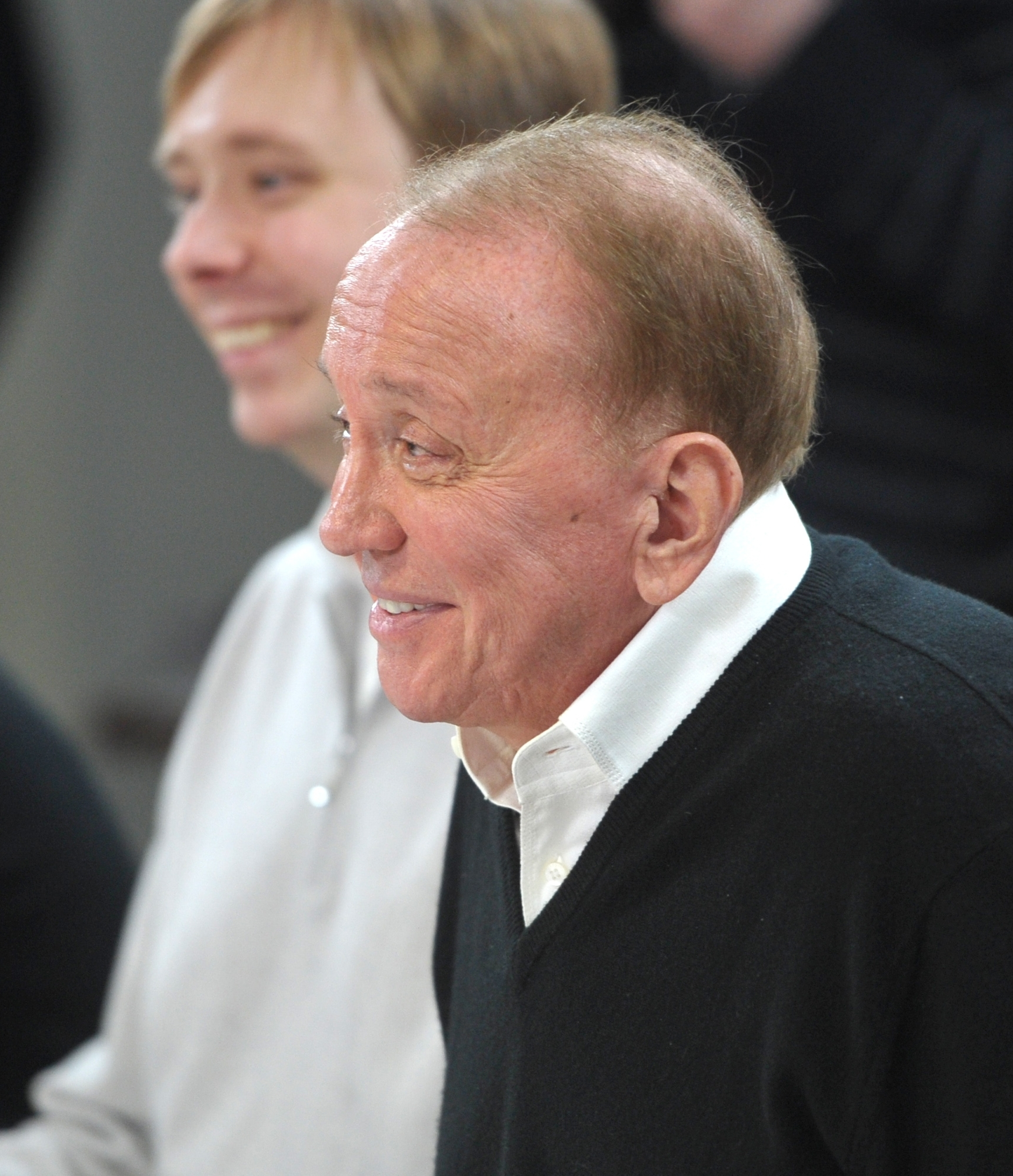
Александр Васильевич Масляков с сыном (2012)

Жена — Светлана Анатольевна Маслякова (урожд. Семёнова, род. 1947), режиссёр «КВН», пришла на телевидение ассистентом режиссёра «КВН» в 1966 году. 22 октября 1971 года Александр и Светлана поженились.
Сын — Александр Масляков (род. 1980), выпускник МГИМО, генеральный директор ТТО «АМиК», бывший ведущий Премьер-лиги КВН (с 2003 по 2020).
Невестка — Ангелина Викторовна Маслякова (Мармеладова) (род. 1980), журналистка, публицист, директор Дома «КВН».
Внучка — Таисия Маслякова (род. 2006). Некоторое время — солистка коллектива «Непоседы»; затем — ведущая детского «КВН».

### Общественная позиция

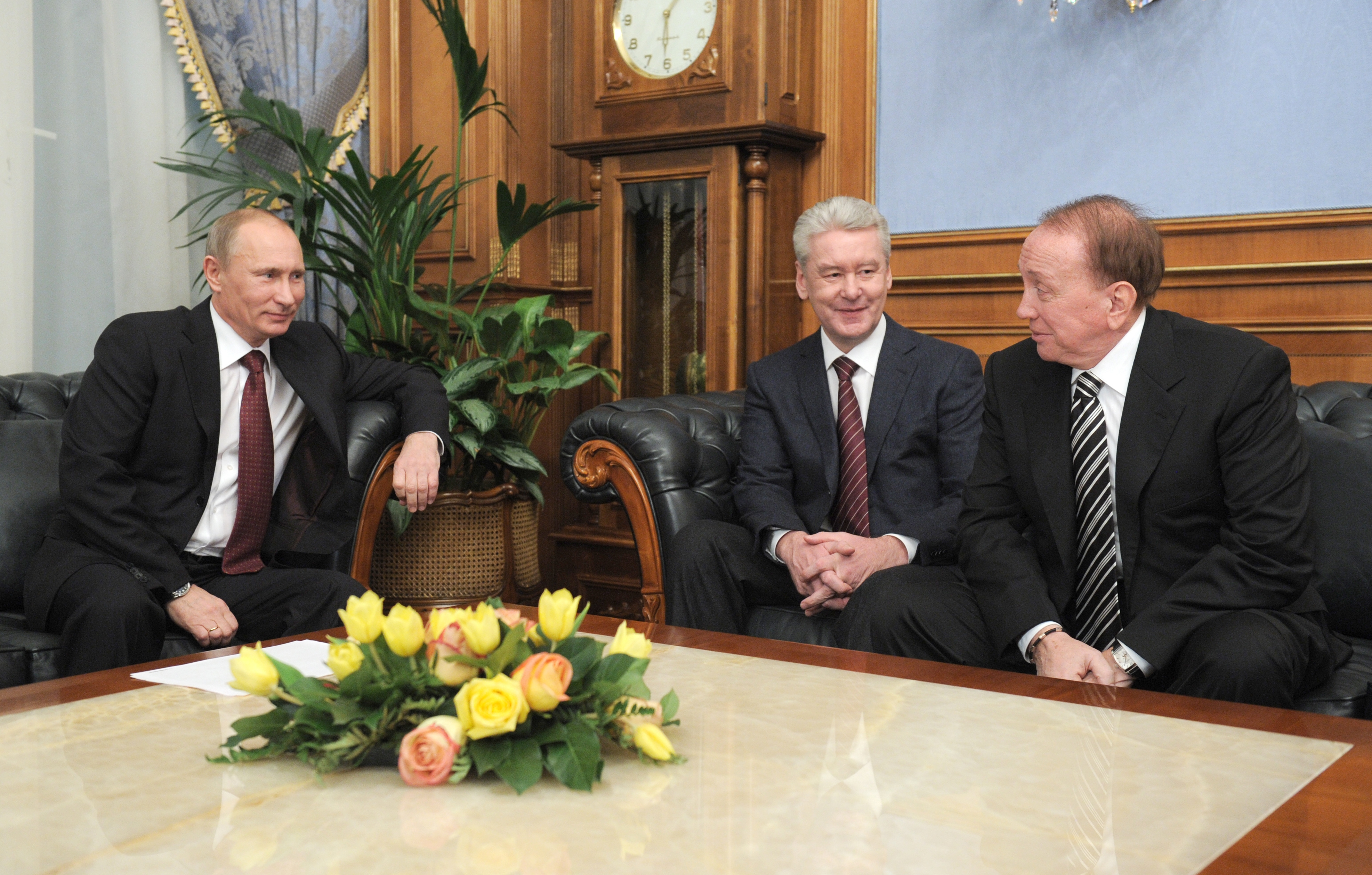
Владимир Путин, Сергей Собянин, Александр Масляков (2011 год)

В январе 2012 года стал членом «Народного штаба» (по Москве) кандидата в президенты Владимира Путина на третий срок.
С августа 2017 года находился в базе сайта «Миротворец» за «отрицание российской агрессии, сознательное нарушение госграницы Украины для проникновения в оккупированный Крым и соучастие в легализации аннексии Крыма».
В январе 2018 года был зарегистрирован доверенным лицом Владимира Путина на президентских выборах 18 марта 2018 года на четвёртый срок.
В 2024 году стал доверенным лицом кандидата в президенты России Владимира Путина на пятый срок.

## Оценки и критика
Философ, культуролог и социолог Павел Гуревич считает:

Александр Масляков давно снискал популярность. Он вёл самые разные программы — «КВН», «Весёлые ребята», «А ну-ка, девушки!». В кадре держится свободно, находчив, иногда поражает остроумной репликой. Проявляет такт. У истоков как бы воплощал собой социальный портрет молодого советского человека. Именно таким — находчивым, лёгким, контактным — представлялся он телезрителям.
Но шло время. Менялись критерии. Возникали новые запросы. Облик ведущего оставался неизменным. Масляков и не пытался отыскать новые грани имиджа. Росло мастерство, обогащался профессионализм. Но в целом сегодня на экране Александр воспринимается как слегка вышедший из возраста комсомольский функционер… Нет, нельзя вечно пользоваться однажды найденным образом. Имидж нужно менять либо наполнять новым содержанием.
Редактор журнала Forbes Александра Жохова отмечает:

Александр Масляков успешно эксплуатирует бренд КВН, к созданию которого был причастен в советские годы. Система, которую он создал, — фактически фабрика эстрадных звёзд — нацелена на получение максимально возможного дохода до того, как её участники дорастут до уровня свободного плавания.
Журналист и телеведущий Леонид Парфёнов отзывается о Маслякове следующим образом:

Этот человек должен быть в Книге рекордов Гиннесса. Уже почти 50 лет он на телевизионном экране. Клуб весёлых и находчивых — уникальное явление в мировом телевидении, как и Александр Масляков. Шутить полвека — дело серьёзное, не каждому по силам. Маслякову — по силам. Как только ни называли его за глаза квнщики — Барин, Хранитель, АлВасМас. Любя, конечно. Для них он — непререкаемый авторитет, абсолютный монарх. С лёгкой руки монарха КВН игра превратилась в настоящую фабрику звёзд. И сегодня многие телевизионные знаменитости могут сказать: «Все мы вышли из КВН».

## Фильмография
| Год  |     | Название                                        | Роль                                     |
| ---- | --- | ----------------------------------------------- | ---------------------------------------- |
| 1967 | тсп | Серебристый грибной дождь                       | главный герой                            |
| 1970 | ф   | Смеханические приключения Тарапуньки и Штепселя | ведущий КВН                              |
| 1975 | ф   | Ар-хи-ме-ды!                                    | конферансье                              |
| 1982 | ф   | Не хочу быть взрослым                           | ведущий на телевидении                   |
| 1984 | ф   | Полоса препятствий                              | корреспондент                            |
| 1985 | ф   | Как стать счастливым                            | ведущий конкурса «Золотые руки»          |
| 1986 | ф   | Люби меня, как я тебя                           | ведущий телепередачи «А ну-ка, девушки!» |
| 2008 | ф   | Голоса рыб                                      | камео                                    |

## Награды

### Награды Российской Федерации
- Заслуженный деятель искусств Российской Федерации (13 сентября 1994) — за заслуги в области искусства[60].

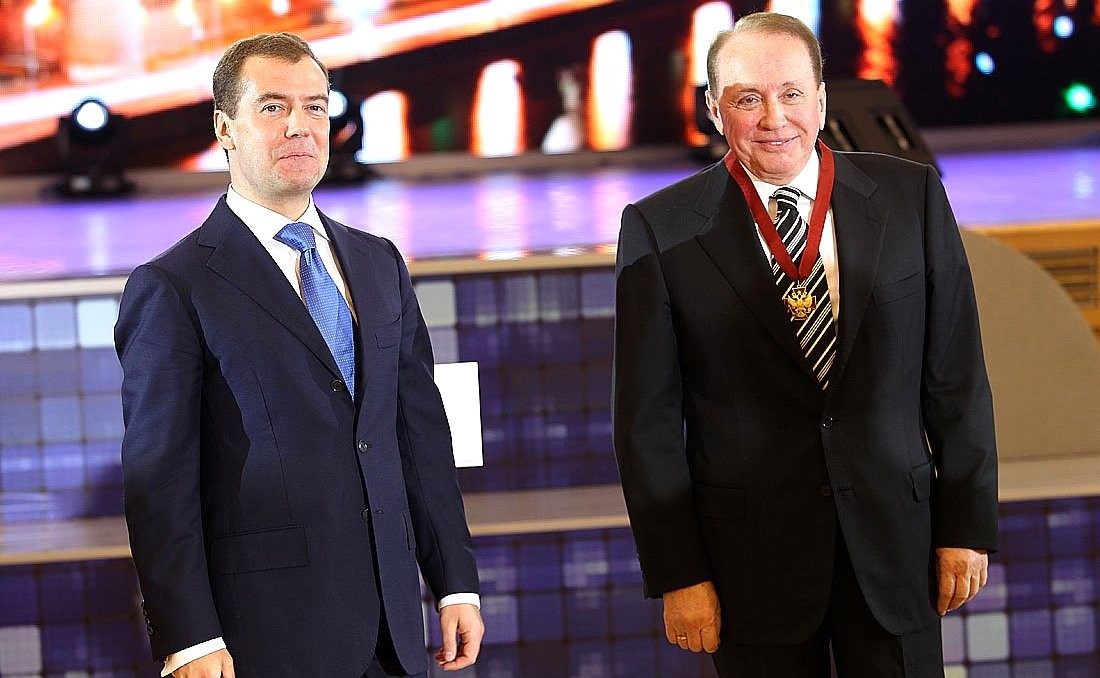
Дмитрий Медведев награждает Александра Маслякова. 17 ноября 2011

- Орден «За заслуги перед Отечеством» IV степени (21 ноября 2006) — за большой вклад в развитие отечественного телевидения и многолетнюю творческую деятельность[61].

- Орден «За заслуги перед Отечеством» III степени (12 ноября 2011) — за большие заслуги в развитии отечественного телевидения и многолетнюю плодотворную деятельность[62].
- Орден Александра Невского (2015)[63].
- Орден «За заслуги перед Отечеством» II степени (24 ноября 2016) — за выдающийся вклад в развитие отечественного телевидения и многолетнюю плодотворную деятельность[64].
- Орден «За заслуги перед Отечеством» I степени (14 октября 2021) — за значительный вклад в развитие средств массовой информации и многолетнюю плодотворную работу[65].
- Благодарность президента Российской Федерации (11 июля 1996) — за активное участие в организации и проведении выборной кампании Президента Российской Федерации в 1996 году[66].
- Медаль «За укрепление боевого содружества» (Министерство обороны России) (25 января 2017) — за большой личный вклад в укрепление боевого содружества и содействие в решении задач, возложенных на Вооружённые силы Российской Федерации[67].

### Награды регионов России
- Заслуженный деятель искусств Автономной Республики Крым (25 августа 1999) — за выдающийся вклад в развитие искусства, высокое профессиональное мастерство, укрепление дружбы и сотрудничества между братскими народами и в связи с организацией и проведением в Крыму фестиваля КВН «Отцы и дети»[68].
- Знак преподобного Сергия Радонежского (Московская область) (3 июня 2016)[69].
- Орден «За заслуги перед Калининградской областью» (8 июля 2016) — за вклад в развитие культуры области и популяризацию региона[70].
- Почётная грамота Московской городской Думы (19 октября 2016) — за заслуги перед городским сообществом и в связи с юбилеем[71].
- Почётный работник культуры города Москвы (7 ноября 2016) — за заслуги в развитии культуры и многолетний добросовестный труд[72].
- Знак отличия «За заслуги перед Свердловской областью» III степени (8 ноября 2016) — за особые заслуги в сфере социального развития Свердловской области[73].
- Орден «За заслуги перед Республикой Дагестан» (2016)[74].
- Народный артист Чеченской Республики (18 января 2017) — за существенный вклад в развитие эстрадного творчества и культурных связей между народами, деятельность, получившую широкую известность[75].

### Муниципальные награды
- Почётный гражданин Махачкалы (1997)[3].
- Почётный гражданин Сочи (2016)[3].

### Иностранные награды
- Орден «За заслуги» (Украина) III степени (14 декабря 2006) — за весомый личный вклад в развитие культурных связей между Украиной и Российской Федерацией, многолетнюю плодотворную творческую деятельность[76].
- Орден «Достык» II степени (Казахстан, 11 марта 2007)[77].
- Орден «Достук» (21 ноября 2017, Кыргызстан) — за большой вклад в укрепление дружбы между народами Кыргызстана и России, многолетнюю и плодотворную творческую деятельность[78][79].

### Другие награды, поощрения и общественное признание
- Премия «Овация» (1994)[13][Комм. 1].
- Специальный приз Академии Российского телевидения «ТЭФИ» (1996[3], 2002 — «За личный вклад в развитие отечественного телевидения»).
- Грамота Содружества Независимых Государств (1 июня 2001) — за активную работу по укреплению и развитию Содружества Независимых Государств[81].
- В честь Александра Васильевича Маслякова назван астероид (5245 Maslyakov), открытый Крымской астрофизической обсерваторией[13][82].
- Премия имени Анатолия Лысенко (2025) — в специальной номинации «За выдающиеся заслуги перед отечественным телевидением» (посмертно)[83][84][85][86][87][88].

## Документальные фильмы и телепередачи
- «Личная жизнь Александра Маслякова» («Первый канал», 2006)[89]
- «Александр Масляков. 70 — не шутка, 50 — шутя» («Первый канал», 2011)[90][91]
- «Александр Масляков. Телебиография. Эпизоды» («Первый канал», 2016)[92][93]
- «К дню рождения Александра Маслякова. Абракадабра» («Первый канал», 2019)[10]
- «Александр 8:0 Масляков» («Первый канал», 2021)[94]
- «XX век. Алло, мы ищем таланты! Ведущий Александр Масляков. 1972» («Культура», 2021)[16][17]
- «Памяти Александра Маслякова» («Первый канал», 2024, при создании фильма использовались архивные съёмки)[95]

## Комментарии
1. ↑  Ряд источников информации сообщают, что Александр Васильевич Масляков награждён премией «Овация»[13][63], но на официальном сайте музыкальной премии[80] и в более новой статье информационного агентства ТАСС[3] информация об этом отсутствует.